# Nivi Rosing
Nivi Kizzie Ringsted Rosing (* 18. April 2003 in Nuuk) ist eine grönländische Politikerin (Inuit Ataqatigiit).

## Leben
Nivi Rosing besuchte von 2020 bis 2022 das Lester B. Pearson United World College of the Pacific und die Pacific School of Innovation and Inquiry in Victoria in Kanada. Anschließend studierte sie Inuit-Studien an der Hochschule Nunavut Sivuniksavut in Ottawa. Anschließend nahm sie am Programm Arctic Resilient Communities Youth Fellowship teil und arbeitete zugleich als Hilfslehrerin an der Atuarfik Samuel Kleinschmidt in Nuuk. 2024 war sie zudem Kreuzfahrtkoordinatorin. 2024/25 studierte sie ein weiteres Jahr in Ottawa. Während ihres Schulbesuchs in Kanada sorgte sie für eine politische Debatte, da sie als Inuk in Kanada geringere Studiengebühren hätte bezahlen dürfen, aber da im Königreich Dänemark im Gegensatz zu Nordamerika die Ethnizität der Bevölkerung nicht registriert wird, hatte sie keine Möglichkeit, ihre Ethnizität gegenüber den kanadischen Behörden zu belegen.
Nivi Rosing kandidierte bei der Parlamentswahl in Grönland 2025 und wurde als jüngste und erste im 21. Jahrhundert geborene Abgeordnete ins Inatsisartut gewählt, woraufhin sie das Studium in Ottawa pausierte.
Sie ist seit 2023 Vorstandsmitglied des Arctic Youth Network, davon kurzzeitig als Vorsitzende. Sie ist zudem technische Vorstandsberaterin beim Indigenous Centre for Cumulative Effects.